# Цинхай
Цинха́й (кит.: 青海; піньїнь: Qīnghǎi) — багатонаціональна, але порівняно малонаселена провінція на заході центральної частини Китаю. Столиця і найбільше місто — Сінін. Населення 5,39 млн осіб (30-е місце серед провінцій; дані 2004 р.).

## Географія

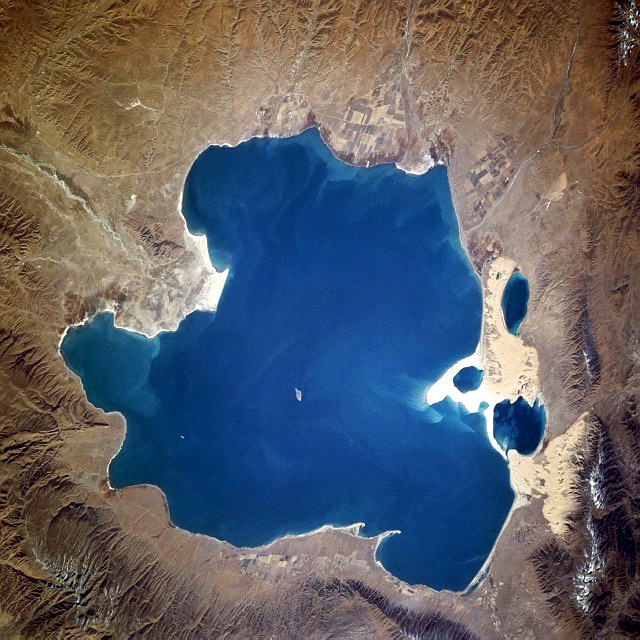
Супутникова фотографія озера Цинхай.

Провінція Цинхай розташована на території, що раніше була відома як Амдо, у східній частині одної з найбільших гірських систем Азії — Куньлунь. Головні пасма Куньлуня, висотою до 6-7 тис. м перетинають Цинхай з північного заходу на південний схід та межують на південному заході з Тибетським плато. Північна частина Східного Куньлуня утворює дугу, що є природним кордоном провінції, яку складають хребет Алтинтаг та система хребтів Наньшаню (вис. 5-6 тис. м), відділене від головних частин Східного Куньлуню западиною Цайдам (вис. 2600-3100 м). Клімат провінції різко континентальний з прохолодним літом і суворою зимою; опадів 300—500 мм на рік, тому серед природних зон розповсюджені напівпустелі у впадинах і степи в горах. У Цинхаї беруть початок найбільші річки Азії Янцзи, Хуанхе та Меконг. Тут також багато безстічних озер, найбільше з яких — Цинхай (Кукунор), за яким було названо провінцію.

## Історія
У 312 році поряд з озером було утворена сяньбіська держава Тогон, яка проіснувала до 663 року і була завойована тибетцями. У 1724 році територія Цинхаю була захоплена військами династії Цін і включена до складу імперії. Після знищення Джунгарського ханства у середині XVIII століття на територію Цинхаю були переселені люди з північної частини сучасного Сіньцзяну, які зараз відомі як «кукунорські монголи». У 1928 році провінція була основною базою мілітариста Ма Буфана. З 1949 року це одна з провінцій КНР.

## Адміністративно-територіальний поділ
Відносно адміністративно-територіального поділу провінція Цинхай має поділ на 2 міські округи та 6 автономних.
| Карта                | #                       | Назва                | Назва ієрогліфами               | Назва на піньінь |
| -------------------- | ----------------------- | -------------------- | ------------------------------- | ---------------- |
|                      | Міські округи           |                      |                                 |                  |
| 3                    | Сінін                   | 西宁市               | Xīníng Shì                      |                  |
| 4                    | Хайдун                  | 海东市               | Hǎidōng Shì                     |                  |
| Автономні префектури |                         |                      |                                 |                  |
| 1                    | Хайсі-Монголо-Тибетська | 海西蒙古族藏族自治州 | Hǎixī Měnggǔzú Zàngzú Zìzhìzhōu |                  |
| 2                    | Хайбей-Тибетська        | 海北藏族自治州       | Hǎiběi Zàngzú Zìzhìzhōu         |                  |
| 5                    | Хайнань-Тибетська       | 海南藏族自治州       | Hǎinán Zàngzú Zìzhìzhōu         |                  |
| 6                    | Хуаннань-Тибетська      | 黄南藏族自治州       | Huángnán Zàngzú Zìzhìzhōu       |                  |
| 7                    | Юйшу-Тибетська          | 玉树藏族自治州       | Yùshù Zàngzú Zìzhìzhōu          |                  |
| 8                    | Голо-Тибетська          | 果洛藏族自治州       | Guǒluò Zàngzú Zìzhìzhōu         |                  |